# Лохов, Владимир Иосифович
Влади́мир Ио́сифович Ло́хов (осет. Лохты Иосифы фырт Владимир; 22 декабря 1924, Пичиджын, Знаурский район, Юго-Осетинская автономная область, Грузинская ССР, СССР — 2002, Москва) — советский разведчик-нелегал, полковник КГБ СССР, начальник 1-го отдела управления «С» Первого главного управления КГБ СССР. Работал в КГБ СССР в 1957—1991 годах, разведывательную деятельность за границей осуществлял в 1963—1973 годах. Сведения об этом человеке были официально рассекречены в 2020 году.

## Биография

### Ранние годы
Родился 22 декабря 1924 года в селе Пичиджын Знаурского района Юго-Осетинской автономной области ЗСФСР (ныне Республика Южная Осетия). По национальности осетин. Отец — Асан (Иосиф), мать — Доска, у него были братья Шота и Казбек. В семье его звали Мурман, имя он сменил после начала работы в разведке. С сентября 1942 года — курсант 30-й дивизии войск НКВД СССР, позже стал помощником командира взвода. Участвовал в обеспечении законности и порядка в тылу, борьбе против бандитизма и дезертирства, охране важных военных объектов. С августа 1947 по апрель 1948 года — инструктор Знаурского райкома партии.
В 1948—1953 годах учился на юридическом факультете Азербайджанского государственного университета, который окончил с отличием. В апреле 1952 года, будучи студентом 4-го курса, по рекомендации Ворошиловского райкома Коммунистической партии Азербайджана принят на службу в органы государственной безопасности. Работал в должности помощника оперуполномоченного и оперуполномоченного 5-го отдела МГБ Азербайджанской ССР. Согласно документам и свидетельствам, проявил себя добросовестным и инициативным сотрудником, приобрёл опыт работы с агентурой.

### Разведчик-нелегал

#### Подготовка
С 1957 года проходил подготовку в составе управления «С» (нелегальная разведка) Первого главного управления КГБ СССР, занимавшегося внешней разведкой. Его родными языками были русский, грузинский и осетинский; в школе выучил немецкий. Во время учёбы в Баку он выучил азербайджанский, а за время своей подготовки в КГБ СССР в совершенстве освоил арабский. Его способности к языкам отмечала его школьная учительница — коренная немка.
Для проверки личных и деловых качеств в январе 1958 года Лохов был направлен в Москву на стажировку. В 1958—1959 годах проживал в одной из советских республик Средней Азии, где совершенствовал свои языковые навыки. В 1960—1962 годах находился в командировке в одной из зарубежных стран, в ходе поездки в совершенстве овладел местным языком до уровня, позволявшего ему представляться местным жителем. Отлично знал нравы, быт, обычаи, традиции, религиозные и национальные обряды нескольких народов. Подготовку для работы в особых условиях проходил до августа 1962 года, на всём протяжении подготовки относился добросовестно к выполнению заданий.

#### Начало работы за границей
После завершения подготовки в августе 1963 года Лохов отправился в одну из азиатских стран для осуществления нелегальной работы. Благодаря проявленным инициативе и настойчивости он достаточно быстро легализовался в стране назначения на длительное время и создал необходимые условия для ведения разведывательной работы в качестве нелегала. В стране пребывания он развил удачную коммерческую деятельность, войдя в число совладельцев компании по добыче полезных ископаемых, создал свою кинопрокатную фирму и купил небольшую авторемонтную мастерскую. Положение коммерсанта-иностранца и личные качества позволили ему заручиться рядом связей в местных коммерческих кругах и в среде иностранной колонии, а умелые действия помогали ему получать актуальную информацию.
За границу Лохов всегда отправлялся под легендой гражданина некоей третьей страны, желавшего открыть бизнес в стране пребывания. Несколько раз он таким образом выступал в роли владельца кинотеатра, а в рамках удлинённой кинопрограммы часто показывал фильм «Пес Барбос и необычный кросс», благодаря чему активно привлекал в свой кинотеатр местную публику.

#### Проверка легенды
Известен следующий эпизод из биографии Лохова в период его работы за границей, который рассказывал историк спецслужб Николай Долгополов. Со слов историка, риск этой операции был запредельным, а сам он не до конца мог поверить в то, что Лохов смог справиться. Работавшие с Лоховым иностранцы усомнились в отдельных фактах его биографии, несмотря на безупречную легенду: согласно легенде, Лохов был выходцем из некоего горного арабского села, ушедшим ещё мальчишкой в город в поисках работы (для этого он специально выучил говор, на котором общались жители села). Реальный человек, чью биографию использовал Лохов, погиб — он уехал работать в некую европейскую фирму, посылал какое-то время денежные переводы и подарки, а также несколько раз приезжал домой, но на протяжении 16 лет от него не приходили никакие известия, а факт смерти установила советская разведка. При этом смерть самого араба официально не была подтверждена, и в своём ауле он считался пропавшим без вести. В возвращение пропавшего верила только его родная мать. Разведчику нужно было получить свидетельства, подтверждавшие его личность.
Лохов уговорил Центр позволить ему рискнуть: он должен был сделать так, чтобы женщина признала в нём своего сына. Для начала он решил вступить в переписку с родственниками, поскольку с момента ухода реального человека из села прошло более 15 лет. Выяснилось, что мать ушедшего к тому моменту полностью ослепла. Лохов отправился в её родное село: на случай, если вся операция закончилась бы провалом, разведчика внизу, в нескольких километрах от села поджидала машина, а у водителя были спрятаны документы на другое имя и билет на самолёт. Он вошёл в селение и увидел, что на скамье у отчего дома сидели три женщины, однако он не мог понять, кто из них — мать пропавшего человека. Внезапно одна из женщин встала, сказав, что идёт её сын: Владимир Иосифович встал перед ней на колени, а она ощупала руками его голову и лицо, после чего громко заявила, что признаёт в пришедшем своего сына, вернувшегося домой.
Лохов провёл в доме матери неделю, отремонтировав дом и передав ей достаточную денежную сумму. Уезжая, он пообещал, что даже в его отсутствие мать будет получать необходимую помощь: советская внешняя разведка, выполняя обещания Лохова, до конца дней пересылала средства и нанимала женщин для ухода и ведения хозяйства. Финансовую помощь оказывала западно-европейская фирма, одним из руководителей которой был коллега нелегала. Родственники получили множество подарков за счёт открытой Лоховым фирмы. О случившемся Лохов говорил, что это «не попахивает кощунством», а «попахивает заботой», поскольку женщина прожила достаточно долгую жизнь. В то же время родственники разведчика говорили, что женщина была не совсем слепа, а подслеповата: поняв, что сын стал богатым и уважаемым человеком, она могла решить, что «нет смысла докапываться до истины». Считается, что благодаря подтверждению родства Лохов сумел провести пять лет в стране со сложным политическим режимом.

#### Подробности деятельности
В качестве разведчика-нелегала Лохов проработал в ряде стран Азии и Европы, при выполнении ответственных заданий посетил десятки государств указанных регионов. В период работы не имел ни одного провала, находил выход из любых сложных ситуаций, продолжая выполнять задания Центра. Утверждается, что Лохову удалось раздобыть и переправить руководству СССР важные документы о планах НАТО: отдельные СМИ заявляют, что именно Лохов первым доложил в Советский Союз о начале разработки в США программы Стратегической оборонной инициативы (программа «Звёздные войны»). В интервью 1994 года Лохов рассказывал, что очень плотно работал с американцами и что СССР имела в «самом уязвимом месте» агентуру, которая поставляла им важную информацию — благодаря этой информации за неделю или 10 дней до переговоров с американской делегацией советская разведка уже знала содержание инструкции, которая была у американцев для ведения переговоров с русскими. Он же говорил, что в 1990 году заместитель главы американской сенатской комиссии по внешней разведке прокомментировал некую советскую разведывательную операцию: «Если это мероприятие сделала русская разведка, то они далеко нас обошли, это высший пилотаж».
В ноябре 1965 года на связь Лохову был передан ценный и надёжный агент, с помощью которого со временем удалось сформировать эффективную агентурную сеть. Умелые действия при легализации позволили Лохову в качестве нелегального резидента руководить указанной ценной агентурой и получать от неё важные секретные материалы. В 1966 году Лохов вернулся в Москву, став наставником для молодых разведчиков. Со своим огромным опытом он неоднократно отправлялся в краткосрочные командировки на Запад для выполнения конкретных ответственных заданий. С 1968 года он руководил деятельностью нескольких разведчиков-нелегалов, которые выполняли важные задания в районах с кризисной ситуацией и с риском для жизни; он активно занимался организацией работы по приоритетной международной проблеме. За получение ценной информации в 1971 году Лохов был отмечен Грамотой КГБ.

### Возвращение в СССР
В 1973 году Лохов вернулся в СССР, став работать тренером разведчиков-нелегалов и заняв должность заместителя начальника одного из отделов Первого главного управления КГБ СССР. В 1975 году он окончил учебные сборы руководящего состава подразделений КГБ Высшей Краснознаменной школы имени Ф. Э. Дзержинского. В январе 1979 года назначен начальником 1-го отдела, «где трудились самые-самые засекреченные нелегалы» — «нелегалы центра» Управления «С» ПГУ КГБ СССР) — и возглавлял его до 1991 года. Он руководил деятельностью наиболее ценных разведчиков-нелегалов КГБ СССР, в том числе и легендарной пары супругов-разведчиков Геворка Андреевича Вартаняна и Гоар Левоновны Вартанян.
За годы работы как в особых условиях, так и в центральном аппарате Лохов зарекомендовал себя грамотным, инициативным, смелым и решительным оперативным работником, а также способным руководителем и организатором. Он сохранял выдержку, спокойствие и работоспособность в любых ситуациях, умел трезво оценивать складывающуюся обстановку, грамотно распределить силы и подготовить все необходимые оперативные мероприятия. Считается, что звание Героя Советского Союза было присвоено Геворку Вартаняну с подачи Владимира Лохова: когда генерал-майор Юрий Дроздов спросил у Лохова о том, кого он считает наиболее ценным разведчиком-нелегалом, Владимир Иосифович назвал имена Геворка Вартаняна («Анри») и его супруги Гоар («Анита»). Сам Лохов при этом звания Героя Советского Союза за свою жизнь так и не получил.

### На пенсии
В июле 1991 года Лохов вышел в отставку по статье 60 пункт «а» (в связи с достижением предельного возраста) с правом ношения военной формы. В Центре он передавал опыт молодому поколению разведчиков, а также активно участвовал в ветеранском движении. Согласно полковнику госбезопасности Станиславу Королёву, Лохов не потерпел ни одного провала за свою карьеру разведчика. Умер в 2002 году в Москве, похоронен на Троекуровском кладбище с воинскими почестями. До официального рассекречивания фигурировал в редких рассказах и интервью своих современников (в том числе в воспоминаниях Юрия Дроздова) под псевдонимами «Полковник» или «Полковник К.»

## Семья
Супруга — Нонна Лохова (в девичестве Толстая), представительница дворянского рода Толстых, чьи родители после революций 1917 года бежали в Баку. Там же с ней познакомился и Владимир. В связи с происхождением своей возлюбленной для заключения брака Владимир Иосифович вынужден был обратиться в КГБ за особым разрешением. Изначально Нонна работала в качестве разведчицы-нелегала вместе с мужем, однако позже вернулась домой, поскольку не прошла медицинскую комиссию.
У Владимира и Нонны родились двое детей — сын Игорь и дочь Алла. Алла родилась за границей, однако в её паспорте местом рождения указана Москва. У Лохова также есть племянник Юрий.

## Память
Хотя начальник управления «С» Первого главного управления КГБ СССР генерал-майор Юрий Дроздов, умерший в 2017 году, утверждал, что имя Лохова так и останется нерассекреченным, в декабре 2019 года в ознаменование 95-летия со дня рождения Владимира Иосифовича Лохова с его родственниками встретился Посол Республики Южная Осетия в Российской Федерации Знаур Гассиев, который сообщил, что часть информации о полковнике была рассекречена и будет предана гласности. 28 января 2020 года директор СВР России Сергей Нарышкин на пресс-конференции в МИА «Россия сегодня» объявил о предании гласности имён и части биографий семерых российских разведчиков-нелегалов, внёсших своей героической работой весомый вклад в обеспечение безопасности страны и защиту её интересов. Среди названных семерых разведчиков был и Владимир Лохов.
Вскоре на сайте Службы внешней разведки России была размещена официальная биография Лохова. В Южной Осетии его считают национальным героем: в октябре 2023 года ассоциация ветеранов органов госбезопасности «Вымпел Алания» предложила увековечить в Южной Осетии имя легендарного разведчика Владимира Лохова, установив ему памятник в родном селе Пичиджын или назвав его именем улицу. 8 мая 2024 года в Цхинвале был торжественно открыт памятник Владимиру Лохову, на церемонии открытия присутствовали дети и племянники разведчика.

## Звания и награды
- Орден Трудового Красного Знамени (1985)[13]
- Орден Красной Звезды (1977)[13]
- Медаль «За боевые заслуги» (1967)[13]
- Медали за выслугу лет и юбилейные награды[13]
- Нагрудный знак «Почётный сотрудник госбезопасности» (1970)[13]

## Комментарии
1. ↑  Другое название села — Пичигвины[3][5]
2. ↑  Согласно Ю. И. Дроздову, селение находилось «не очень далеко от столицы одной из южных стран»[15].
3. ↑  В мемуарах Ю. И. Дроздова приведено следующее высказывание В. И. Лохова (он же «Полковник»)[15]:

[...] Но скажет ли она вслух, что это не её сын? Вот представьте: небольшое селение, бедная семья, отсталые люди. Неожиданно на красивой машине приезжает богатый, преуспевающий человек с подарками. Окружающие признают в нем её сына (а я похож на него), молва летит вперед (я сначала заеду, конечно, к старосте). Селяне расписывают мнимой матери мой дорогой костюм, коробки на заднем сиденье машины… И вот она видит, что приехал не ее сын, но этот богатый господин почему-то считает ее своей матерью. И все согласны с ним. Будет ли она протестовать? Отсталая, темная женщина — перед всем обществом и перед богатым человеком с подарками?
4. ↑  Интервью было показано в рамках документального фильма «Разведка в лицах. Нелегалы. Мемуары», в котором рассказчик фигурировал под псевдонимом «Полковник К.»[8], а подлинное имя рассказчика стало известно уже после рассекречивания[16][9]
5. ↑  Согласно изданию «Аргументы и факты», нелегальная разведка КГБ СССР могла в те годы решать задачи, связанные с последствиями Шестидневной войны 1967 года[14].